# 硬核联盟
硬核联盟，全名中国软件行业协会智能终端软件与云服务分会，是中國大陸部分Android手機製造商組成的遊戲發行聯盟。於2014年8月1日由華為、OPPO、vivo、金立、聯想和酷派六家公司成立，聯盟成員曾有過變動，目前成員有八位。

## 沿革
2013年中國大陸的智能手機設備開始超過電腦設備，各遊戲公司都加大在智能手機設備上宣傳和發行遊戲的投入，Android手機因為開源特性，有多種類型的行動應用分發途經，除了開發商或發行商自行分發，還有Android手機製造商在生產的手機內置的自家應用商店，百度手機助手和應用寶等第三方應用商店。各平台利用自己的用戶數量和發行優勢，對遊戲開發商提出較高的分成比例，如騰訊平台要求七成的收益，開發者只有三成。2014年1月8日，阿里巴巴在中国移动游戏产业年度高峰会上宣佈開展手機遊戲發行業務，該年聯合營運遊戲，採用八二分成，開發商可以獲得七成收益，一成用於支持農村教育，阿里巴巴只收取兩成收益。業內普遍認為，這個分成比例是為了搶奪騰訊等分發平台的市場份額。根據艾瑞咨詢的統計，2015年中国移动游戏各渠道流水分布中，手機製造商佔據的營收比例只有5.7%，第三方應用商店則有四成。
面對競爭，2014年8月1日，華為、OPPO、vivo、金立、聯想和酷派宣佈成立「安卓智能手机生态系统联盟」，簡稱「硬核联盟」，成員應用商店與遊戲開發商合作統一採用五五分成，再扣除手續費、技術費和稅費等，開發商實際分成一般小於三成。硬核联盟由同年3月成立的玩咖欢聚作為聯盟秘書處，負責組織營運和管理，聯盟主席由成員輪任，首任主席是時任金立總裁的卢伟冰擔任。2015年4月，硬核联盟召開首次發佈會，表示將向開發商統一提供软件开发工具包，方便開發商適配聯盟成員設備。根據易觀分析的統計，2015年第一季度，硬核联盟應用商店在各分發平台的玩家覆蓋率排名第四，僅次於騰訊、百度和360手游。同年8月，聯盟公佈《硬核联盟白皮书》，報告顯示中國大陸行動遊戲用戶規模約4.45億，聯盟總用戶量約2.89億，佔據分發平台市場比例32%。2016年5月13日，魅族在硬核联盟的戰略發佈會中宣佈加入聯盟。2017年10月，硬核联盟改組為中国软件行业协会智能终端软件与云服务分会。2019年發佈的《硬核联盟白皮书》顯示，聯盟應用商店用戶滲透率為64.38%，為所有分發平台中最高。2019年8月3日，努比亚在硬核之夜上宣佈加入聯盟。2024年2月，荣耀终端加入硬核联盟。
自2015年開始，硬核联盟推出「月度明星计划」，每月選出優秀作品進行推廣。2018年增設「超级明星计划」，每兩月舉行超明星遊戲品鑒會，從中選出優秀作品進行聯合營運。

## 成員
| 公司   | 應用商店     | 加入時間                   |
| ------ | ------------ | -------------------------- |
| 華為   | 華為遊戲中心 | 創始成員                   |
| OPPO   | OPPO游戏中心 | 創始成員                   |
| vivo   | vivo游戏中心 | 創始成員                   |
| 金立   | 金立游戏大厅 | 創始成員 2022年4月官網撤下 |
| 聯想   | 聯想應用商店 | 創始成員                   |
| 酷派   | 酷派游戏中心 | 創始成員                   |
| 魅族   | 魅族游戏中心 | 2016年5月加入              |
| 努比亚 | 红魔游戏中心 | 2019年8月加入              |
| 荣耀   | 荣耀遊戲中心 | 2024年2月加入              |

## 對分成比例的批評
硬核联盟憑藉其市場地位，讓中國大陸國內其他Android手機遊戲分發平台都採用了五五分成的比例，這個分成比例高於App Store和Google Play的三七分成。由於中國大陸智能手機的激烈競爭，手機製造商硬件利潤率普遍不高，所以遊戲分成是製造商的重要利潤來源，製造商沒有降低分成的動力，部分製造商應用商店還會使用「风险警示」開發商自行分發的安裝包等方式，誘導用戶在旗下應用商店下載遊戲，以獲得後續的遊戲分成。
早期，中國大陸手機遊戲發展迅速，市場不斷增加，所以開發商能接受這個分成。2018年開始中國大陸縮減版號發佈，提高了開發商的研發和宣傳遊戲的成本，加上市場擴展放緩，開發商開始不滿硬核联盟的分成比例。2019年，《明日方舟》选择不在硬核联盟上架游戏，转向TapTap与哔哩哔哩游戏进行上架与宣发。2020年丁磊在網易電話會議中表達了對分成比例的不滿，希望能「跟世界接轨」。同年一些對自身遊戲有自信的開發商如米哈遊和莉莉丝游戏，新作選擇不上架硬核联盟成員的應用商店。2021年1月，騰訊和華為因為分成比例問題，華為應用商店一度下架了騰訊旗下遊戲。2023年8月，網易的《全明星街球派对》成為旗下首個不上架硬核联盟的遊戲。2024年6月19日，騰訊宣佈《地下城与勇士：起源》不再上架硬核联盟成員的應用商店。

## 黑石奖
黑石獎是硬核联盟於2015年設立的遊戲獎項，每年12月由玩咖传媒舉辦的黑石奖颁奖典礼上公佈得獎名單。